# 彭州市
彭州市（ほうしゅう-し）は中華人民共和国四川省に位置する省直轄の県級市であり、しばらくの間、成都市の代理管轄下に置かれている。2008年5月12日に発生した四川大地震では橋の崩落などにより10万人が孤立した。

## 地理
成都市中心部から北西に36キロメートル北西に位置している。

## 歴史
435年（元嘉12年）、南朝宋により設置された晋寿県を前身とする。南朝斉により南晋寿県と改称されたが、南朝梁に再び晋寿県にもどされた。当時は南晋寿郡の郡治であり、また南朝梁の天監年間には東益州が設置されるとその州治になるなど、この地方の行政の中心地であった。
北周の版図とされると南晋寿郡と晋寿県は廃止となり、新たに九隴県が設置された。元代になると1276年（至元13年）に九隴県は廃止となり彭州に改められた。1377年（洪武10年）、明代は彭州を彭県とした。清代になる1668年（康熙7年）に彭県は廃止となり新繁県に編入されたが、1728年（雍正6年）に彭県が再設置された。
1993年、彭州市として市制が施行され現在に至る。

## 行政区画
8街道、5鎮を管轄する。
- 街道：天彭街道、敖平街道、九尺街道、隆豊街道、濛陽街道、致和街道、麗春街道、丹景山街道
- 鎮：竜門山鎮、桂花鎮、通済鎮、白鹿鎮、葛仙山鎮

## 観光地
- 龍門山国家地質公園
- 白水川国家森林公園
- 領報神学校

## 出身者
- 尹昌衡 - 清末民初の軍人。中国同盟会会員。初代四川都督。